# 奥利维娅·阿普斯
奥利维娅·阿普斯（英語：Olivia Apps，1998年12月1日—），加拿大女子橄榄球运动员。她曾代表加拿大七人制国家队参加2020年和2024年夏季奥林匹克运动会七人制橄榄球比赛，获得一枚银牌。